# Ciclodextrina

Sugammadex, una γ-Ciclodextrina

Les ciclodextrines són una família de compostos formats per molècules de monosacàrids unides en forma d'anell (oligosacàrids cíclics). Les ciclodextrines es produeixen a partir del midó per mitjà de conversió enzimàtica. De vegades també són anomenades cicloamiloses. S'utilitzen en aliments, productes farmacèutics, sistemes d'administració de fàrmacs i en indústries químiques, així com en agricultura i enginyeria ambiental.
Les ciclodextrines es componen de 5 o més unitats de α-D-glucopiranòsid (glucosa cíclica). Típicament, les ciclodextrines contenen un nombre de monòmers de glucosa que van de sis a vuit unitats en un anell, creant una forma de con.

## Estructura
Les ciclodextrines estan constituïdes per unitats de 6-8 glucopiranòsids i poden ser topològicament representades com a toroides, amb les obertures més grans i petites exposades al grup hidroxil secundari i primari respectivament. A causa d'aquesta disposició, l'interior dels toroides no és hidrofòbic, però és considerablement menys hidrofílic que el mitjà aquós i, per tant, capaç d'albergar altres molècules hidrofòbiques. En contrast, l'exterior és suficientment hidrofílic per capacitar a les ciclodextrines la solubilitat en aigua.
La formació dels compostos d'inclusió modifica les propietats físiques i químiques de la molècula hoste, principalment en termes de la seva solubilitat en aigua. Aquesta és la raó per la qual les ciclodextrines han atret molt interès en diversos camps, especialment en aplicacions farmacèutiques, ja que els compostos d'inclusió de ciclodextrines amb molècules hidrofòbiques són capaços de penetrar dins els teixits del cos i aquestes poden ser utilitzades per alliberar compostos biològicament actius en condicions específiques.
En la majoria dels casos el mecanisme de la degradació controlada d'aquests complexos es basa en el canvi de pH de les solucions aquoses, la qual cosa porta a la pèrdua d'enllaços d'hidrogen o iònics entre l'element que allotja i les molècules hoste. Hi ha mitjans alternatius per a la interrupció dels complexos que prenen avantatge de les accions d'enzims capaços d'escindir enllaços α-1,4 entre els monòmers de glucosa.
Les ciclodextrines pertanyen al grup de carbohidrats no reductors. Així que no reaccionen amb el reactiu de Fehling. No obstant això poden ser identificat pel seu adducte amb 9[10H]-antracenona. Las ciclodextrines son estables en dissolucions neutres i bàsiques però es degraden lentament en un pH àcid. En sólid, comencen a descompondre's por sobre dels 200 °C.

### Derivats
Per canviar les propietats físiques i químiques de les ciclodextrines s'han desenvolupat diversos derivats. Uns dels més utilitzats són els derivats parcialment metilats que tenen una solubilitat en aigua fins a 150 vegades superior a la del producte de partida. A més s'estan sintetitzant carbohidrats cíclics derivats d'altres carbohidrats com la fructosa, maltosa etc.

## Història

Estructura de les ciclodextrines.

Van ser aïllades per primera vegada el 1891 per Villiers i Schardinger i els va identificar el 1903 com a oligosacàrids. Durant dècades eren curiositats de laboratori sense gran interès encara que entre 1911 i 1935 el químic alemany Pringsheim va demostrar que podien formar complexos d'inclusió. Aquests treballs van ser represos per Cramer durant els anys 50.
En els últims anys s'ha notat un increment d'articles científics que s'ocupen d'elles i s'han patentat diverses aplicacions ja que presenten un exterior hidrofílic i una cavitat interior hidrofòbica on poden acollir molècules orgàniques no polars.

## Nomenclatura
Segons el nombre d'unitats de glucosa que formen la ciclodextrina, aquesta es nomena amb una lletra grega diferent:
- α-Ciclodextrina: n = 6 molècules de glucosa (Diàmetre/Altura de la cavitat: 4,7..5,3/7,9A).
- β-Ciclodextrina: n = 7 molècules de glucosa (Diàmetre/Altura de la cavitat: 6,0..6,5/7,9A).
- γ-Ciclodextrina: n = 8 molècules de glucosa (Diàmetre/Altura de la cavitat: 7,5..8,3/7,9A).
- δ-Ciclodextrina: n = 9 molècules de glucosa.

En la bibliografia es descriuen ciclodextrines fins a 17 unitats de glucosa però no tenen importància econòmica ja que els homòlegs superiors són difícils de separar i les seves propietats com a hoste de molècules orgàniques són deficients.
L'enllaç entre les subunitats passa de forma α-glicosítica entre els carbonis 1 i 4 dels cicles de la glucosa.

## Síntesi
Les ciclodextrines s'obtenen en la degradació enzimàtica del midó. El midó més utilitzat com a matèria primera és el del blat de moro. Els enzims utilitzats es diuen ciclodextrin-glicosil-transferases (CGT-rosteixes). Estan presents en diversos microorganismes. El primer a ser explotat era el Bacillus macerans. Avui dia els enzims s'obtenen amb processos de tecnologia de l'ADN a partir d'organismes genèticament modificats.
El principal propòsit en la síntesi de les ciclodextrines és obtenir un producte uniforme que contingui el màxim percentatge del nombre de molècules de glucosa per unitat ja que les aplicacions depenen molt de la grandària de la cavitat.

## Aplicacions
Les ciclodextrines s'utilitzen en la indústria farmacèutica per augmentar la solubilitat d'alguns fàrmacs en aigua. Les molècules del principi actiu s'inclouen en la cavitat i poden ser transportades per la ciclodextrina fins al lloc de la seva actuació. A més, les protegeixen de l'oxigen i de la irradiació UV i les alliberen uniformement en un temps perllongat.
En els productes de l'ús diari, les ciclodextrines es troben en la formulació d'alguns ambientadors on atrapen suposadament algunes de les molècules que provoquen les males olors.
En química analítica s'utilitzen ciclodextrines i derivats per preparar columnes capil·lars en separacions cromatogràfiques de enantiòmers a causa de les seves propietats quirals.

## Toxicologia
No es coneixen efectes tòxics de les ciclodextrines. En el cas de la β-ciclodextrina s'ha pogut demostrar la seva innocuïtat. Només en cas d'injecció intravenosa forma complexos amb el colesterol que precipiten de la sang i poden col·lapsar el sistema cardiovascular.
En alguns països les ciclodextrines estan admeses com a additiu en la fabricació dels aliments encara que l'OMS recomana no ingerir més de 6 mg/kg diari d'aquests compostos.

## Extracció de l'or ecològica (experimental)
Les molècules de α-ciclodextrina, β-ciclodextrina i γ-ciclodextrina són capaces d'aïllar les molècules d'or d'una solució de KAuBr- formant espines d'or segons l'experiència accidental que va realitzar Zhichang Liu. Segons s'ha descrit en altres articles científics, aquest procés està en fase d'experimentació per al seu ús en la mineria d'or a fi de substituir el mercuri o el cianur que presenten un risc ambiental més elevat. Aquesta molècula tindria la capacitat de separar l'or d'altres metalls com el platí.